# جون فرازر
جون فرازر (بالإنجليزية: John Frazer)‏ هو مهندس معماري بريطاني، ولد في 1945.